# Estigmene melanoxantha
Estigmene melanoxantha là một loài bướm đêm thuộc phân họ Arctiinae, họ Erebidae.